# Protecció infantil
La protecció infantil és la salvaguarda dels infants de la violència, l'explotació, el maltractament i la negligència. L'article 19 de la Convenció de les Nacions Unides sobre els Drets de l'Infant preveu la protecció dels nens dins i fora de la llar. Una de les maneres d'assegurar-ho és donant-los una educació de qualitat, el quart dels Objectius de Desenvolupament Sostenible de les Nacions Unides, a més d'altres sistemes de protecció infantil.
Els sistemes de protecció infantil són un conjunt de serveis generalment administrats pel govern dissenyats per protegir els nens i joves menors d'edat i per fomentar l'estabilitat familiar. L'UNICEF defineix un "sistema de protecció de la infància" com:
| « | el conjunt de lleis, polítiques, reglaments i serveis necessaris en tots els sectors socials, especialment el benestar social, l'educació, la salut, la seguretat i la justícia, per donar suport a la prevenció i la resposta als riscos relacionats amb la protecció. Aquests sistemes formen part de la protecció social i s'estenen més enllà. En l'àmbit de la prevenció, el seu objectiu inclou el suport i l'enfortiment de les famílies per reduir l'exclusió social, i reduir el risc de separació, violència i explotació. Sovint, les responsabilitats es reparteixen entre les agències governamentals, amb serveis prestats per autoritats locals, proveïdors no estatals i grups comunitaris, fent de la coordinació entre sectors i nivells, inclosos els sistemes de derivació habituals, etc., un component necessari dels sistemes de protecció infantil efectius. | » |
| — Consell Econòmic i Social de les Nacions Unides (2008), Estratègia de protecció de la infància d'UNICEF, E/ICEF/2008/5/Rev.1, par. 12-13. | |   |